# Conservadors i Reformistes Europeus
|  | No s'ha de confondre amb Partit dels Conservadors i Reformistes Europeus, partit polític europeu.. |

Els Conservadors i Reformistes Europeus (CRE) són un grup polític del Parlament Europeu conservador, euroescèptic i antifederalista. L'ECR és el grup del Partit dels Conservadors i Reformistes Europeus (abans conegut com a Aliança de Conservadors i Reformistes a Europa (2016-2019) o Aliança de Conservadors i Reformistes Europeus (2009-2016), però també inclou eurodiputats d'altres quatre partits europeus i tretze eurodiputats sense afiliació a un partit europeu.
Al Parlament Europeu té una representació de 67 membres, cosa que en fa el cinquè grup de la cambra en nombre de representants. Els partits que més eurodiputats aporten són Llei i Justícia de Polònia, Germans d'Itàlia, el Partit Democràtic Cívic de Txèquia i Vox d'Espanya. La majoria dels partits membres integraren aquest grup després de la dissolució dels Demòcrates Europeus, agrupació integrada en el PPE-DE, i la Unió per l'Europa de les Nacions.
El seu nivell d'euroescepticisme és, òbviament, superior al dels tres grans grups parlamentaris europeistes, el Partit Popular Europeu (PPE), l'Aliança Progressista de Socialistes i Demòcrates (S&D) i l'Aliança dels Liberals i Demòcrates per Europa (ALDE), però inferior al del grup parlamentari més euroescèptic, Identitat i Democràcia (ID).

## Membres actuals (10è Parlament Europeu)
| Estat         | Partit | Partit Europeu | Partit Europeu | Diputats |
| ------------- | --- | -------------- | -------------- | -------- |
| Bèlgica       | Nova Aliança Flamenca Nieuw-Vlaamse Alliantie (N-VA)                                                                     |                | EFA            | 3 / 22   |
| Bulgària      | Existeix un Poble Има такъв народ (ITN)                                                                                  |                | ECR Party      | 1 / 17   |
| Croàcia       | Moviment de la Pàtria Domovinski pokret (DP)                                                                             |                | ECR Party      | 1 / 12   |
| Xipre         | Front Nacional Popular (Xipre) Εθνικό Λαϊκό Μέτωπο (ELAM)                                                                |                | ECR Party      | 1 / 6    |
| Txèquia       | Partit Democràtic Cívic Občanská demokratická strana (ODS)                                                               |                | ECR Party      | 3 / 21   |
| Dinamarca     | Demòcrates de Dinamarca Danmarksdemokraterne                                                                             |                | Cap            | 1 / 15   |
| Estònia       | Partit del Centre Eesti Keskerakond (KE)                                                                                 |                | Cap            | 1 / 7    |
| Finlàndia     | Partit dels Finlandesos Perussuomalaiset (PS)                                                                            |                | Cap            | 1 / 15   |
| França        | Identitat-Llibertats Identité-Libertés (IDL)                                                                             |                | ECR Party      | 4 / 81   |
| Grècia        | Solució Grega Ελληνική Λύση (ΕΛ)                                                                                         |                | Cap            | 2 / 21   |
| Itàlia        | Germans d'Itàlia Fratelli d'Italia (FdI)                                                                                 |                | ECR Party      | 24 / 76  |
| Letònia       | Aliança Nacional Nacionālā Apvienība (NA)                                                                                |                | ECR Party      | 2 / 9    |
| Letònia       | Llista Unida Apvienotais saraksts (AS)                                                                                   |                | Cap            | 1 / 9    |
| Lituània      | Acció Electoral dels Polonesos a Lituània Akcja Wyborcza Polaków na Litwie – Związek Chrześcijańskich Rodzin (AWPL–ZCHR) |                | ECR Party      | 1 / 11   |
| Lituània      | Unió Lituana d'Agricultors i Verds Lietuvos valstiečių ir žaliųjų sąjunga (LVŽS)                                         |                | ECR Party      | 1 / 11   |
| Països Baixos | Partit Polític Reformat Staatkundig Gereformeerde Partij (SGP)                                                           |                | ECPM           | 1 / 31   |
| Polònia       | Llei i Justícia Prawo i Sprawiedliwość (PiS)                                                                             |                | ECR Party      | 20 / 52  |
| Romania       | Aliança per a la Unió dels Romanesos Alianța pentru Unirea Românilor (AUR)                                               |                | ECR Party      | 3 / 33   |
| Romania       | Partit Nacional Conservador Romanès Partidul Național Conservator Român (PNCR)                                           |                | ECPM           | 1 / 33   |
| Romania       | Claudiu Târziu i Șerban-Dimitrie Ex-membres d'AUR                                                                        |                | Cap            | 2 / 33   |
| Suècia        | Demòcrates de Suècia Sverigedemokraterna (SD)                                                                            |                | ECR Party      | 3 / 21   |
| Espanya       | Diego Solier i Nora Junco (Indep.) Ex-membres de SALF                                                                    |                | Cap            | 2 / 61   |
| Unió Europea  | Total | Total          | Total          | 79 / 720 |

## Anteriors composicions

Eurodiputats del ECR (2019–2024) per estat. En blau fosc estats membres amb més d'un eurodiputat, en blau clar estats amb un únic representant.

### 9è Parlament Europeu
| Estat         | Partit | Partit Europeu | Partit Europeu | Diputats |
| ------------- | --- | -------------- | -------------- | -------- |
| Bèlgica       | Nova Aliança Flamenca Nieuw-Vlaamse Alliantie (N-VA)                                                                     |                | EFA            | 3 / 21   |
| Bulgària      | BMRO - Moviment Nacional Búlgar ВМРО – Българско Национално Движение (ВМРО-БНД)                                          |                | ECR Party      | 2 / 17   |
| Croàcia       | Sobiranistes croats Hrvatski Suverenisti (HS)                                                                            |                | ECR Party      | 1 / 12   |
| Txèquia       | Partit Democràtic Cívic Občanská demokratická strana (ODS)                                                               |                | ECR Party      | 4 / 21   |
| Finlàndia     | Partit dels Finlandesos Perussuomalaiset (PS)                                                                            |                | Cap            | 2 / 14   |
| França        | Reconquesta Reconquête! (R!)                                                                                             |                | Cap            | 1 / 79   |
| Alemanya      | Bündnis Deutschland Bündnis Deutschland (BD)                                                                             |                | Cap            | 1 / 96   |
| Grècia        | Solució Grega Ελληνική Λύση (ΕΛ)                                                                                         |                | Cap            | 1 / 21   |
| Itàlia        | Germans d'Itàlia Fratelli d'Italia (FdI)                                                                                 |                | ECR Party      | 10 / 76  |
| Letònia       | Aliança Nacional Nacionālā Apvienība (NA)                                                                                |                | ECR Party      | 1 / 8    |
| Lituània      | Acció Electoral dels Polonesos a Lituània Akcja Wyborcza Polaków na Litwie – Związek Chrześcijańskich Rodzin (AWPL–ZCHR) |                | ECR Party      | 1 / 11   |
| Països Baixos | JA21 Het Juiste Antwoord21                                                                                               |                | Cap            | 3 / 29   |
| Països Baixos | Partit Polític Reformat Staatkundig Gereformeerde Partij (SGP)                                                           |                | ECPM           | 1 / 29   |
| Països Baixos | Més Democràcia Directa Meer Directe Democratie (MDD)                                                                     |                | EAFD           | 1 / 29   |
| Polònia       | Llei i Justícia Prawo i Sprawiedliwość (PiS)                                                                             |                | ECR Party      | 23 / 52  |
| Polònia       | Polònia sobirana Suwerenna Polska (SP)                                                                                   |                | Cap            | 2 / 52   |
| Romania       | Partit Nacional Democristià Agrari Partidul Național Țărănesc Creștin Democrat (PNT-CD)                                  |                | ECPM           | 1 / 33   |
| Eslovàquia    | Llibertat i Solidaritat Sloboda a Solidarita (SaS)                                                                       |                | ECR Party      | 1 / 14   |
| Espanya       | Vox |                | ECR Party      | 4 / 59   |
| Suècia        | Demòcrates de Suècia Sverigedemokraterna (SD)                                                                            |                | ECR Party      | 2 / 21   |
| Unió Europea  | Total | Total          | Total          | 67 / 705 |

### Antics membres
| Estat   | Partit nacional | Partit Europeu | Partit Europeu | Nou grup | Nou grup | Sortida |
| ------- | --------------- | -------------- | -------------- | -------- | -------- | ------- |
| Espanya | Vox             |                | ECR Party      |          | PE       | 2024    |

## Resultats electorals
| Any  | Escons   | +/- | Notes                                      |
| ---- | -------- | --- | ------------------------------------------ |
| 2014 | 70 / 751 | 16  | Respecte els resultats de l'anteccesor MRE |
| 2019 | 62 / 705 | 15  |                                            |
| 2024 | 83 / 720 | 21  |                                            |

## Presidents del grup
| President           | President | Inici                  | Final                  | Estat      | Partit                      |
| ------------------- | --------- | ---------------------- | ---------------------- | ---------- | --------------------------- |
| Timothy Kirkhope    |           | 24 de juny de 2009     | 14 de juliol de 2009   | Regne Unit | Conservadors                |
| Michał Kamiński     |           | 14 de juliol de 2009   | 8 de març de 2011      | Polònia    | Llei i Justícia llavors PJN |
| Jan Zahradil        |           | 8 de març de 2011      | 14 de desembre de 2011 | Txèquia    | Partit Democràtic Cívic     |
| Martin Callanan     |           | 14 de desembre de 2011 | 12 de juny de 2014     | Regne Unit | Conservadors                |
| Syed Kamall         |           | 12 de juny de 2014     | 2 de juliol de 2019    | Regne Unit | Conservadors                |
| Raffaele Fitto*     |           | 2 de juliol de 2019    | 12 d'octubre de 2022   | Itàlia     | Germans d'Itàlia            |
| Ryszard Legutko*    |           | 2 de juliol de 2019    | 3 de juliol de 2024    | Polònia    | Llei i Justícia             |
| Nicola Procaccini*  |           | 11 de desembre de 2019 | Present                | Itàlia     | Germans d'Itàlia            |
| Joachim Brudziński* |           | 3 de juliol de 2024    | Present                | Polònia    | Llei i Justícia             |

- Des del 2019 el grup ECR té dos copresidents actius.